# Don’t Be Fake
Don’t Be Fake (рус. «Не будь подделкой») — дебютный студийный альбом российского поп-исполнителя Сергея Лазарева, выпущенный 29 ноября 2005 года. Альбом записывался в Лондоне; продюсером альбома выступил британский продюсер Брайан Роулинг. Пластинка разошлась тиражом более чем 200 000 проданных копий.

## Об альбоме
В декабре 2004 года, после того как Сергей Лазарев покинул дуэт Smash!!, он занялся поиском и записью сольного материала. Музыкант подписал контракт со звукозаписывающей компанией «Стиль Рекордс» и в конце мая 2005 года выпустил свой первый сингл — эмоциональную балладу «Eye of the Storm». Осенью 2005 года, в преддверии релиза альбома, состоялась премьера второго сингла «Lost Without Your Love» и соответствующего видеоклипа на него, снятого в Майами.
Презентация альбома состоялась 14 декабря 2005 года в московском Доме музыки. Певец решил не совмещать дату релиза и презентацию альбома одной датой.
В январе 2006 года была презентована русскоязычная версия песни «Just Because You Walk Away» под названием «Даже если ты уйдёшь», которая позже вошла переиздание альбома 2006 года. Композиция имела отличный успех в отечественных чартах, став одним из главных хитов 2006 года. За эту композицию Сергей Лазарев получил статуэтку премии «Золотой граммофон» и диплом фестиваля «Песня года». По итогам 2006 года Лазарев также стал «Лучшим певцом» на премии MTV Russia Music Awards и «Прорывом года» на премии Муз-ТВ.

## Список композиций
| №   | Название                                  | Автор(ы)                                       | Продюсер                                       | Длительность |
| --- | ----------------------------------------- | ---------------------------------------------- | ---------------------------------------------- | ------------ |
| 1.  | «Fake»                                    | Cliff Masterson, Ben Adams                     | Cliff Masterson, Paul Meehan (продюсер вокала) | 2:36         |
| 2.  | «Can't Let You Go» (Earphones mix)        | Ben Robbins, Luca Lento, Roberto Terranova     | Earphones                                      | 2:43         |
| 3.  | «Lost Without Your Love»                  | Graham Stack, Peter Cunnah                     | Ben Robbins                                    | 3:41         |
| 4.  | «Beautiful»                               | Ashley Alexander, Joanne Youle, Chesney Hawkes | Ashley Alexander, Ben Robbins                  | 3:55         |
| 5.  | «Eye of the Storm»                        | Tonino Speciale                                | Ben Robbins                                    | 3:57         |
| 6.  | «Do It for Me»                            | Paul Barry, Lamont Dozier, Kalimber            | Brian Rawling, Paul Meehan                     | 3:22         |
| 7.  | «Nobody Told Me»                          | Steve Lee, Pete Martin                         | Brian Rawling, Paul Meehan                     | 3:30         |
| 8.  | «Just Because You Walk Away»              | Gordon Pogoda, John Stephan                    | Ben Robbins                                    | 4:01         |
| 9.  | «Someone Like You»                        | Mark Taylor, Jeff Taylor, Steve Torch          | Groove Brothers                                | 3:42         |
| 10. | «That's Where I'll Belong»                | Tim Woodcock, Paul Meehan, Kathrine Ellis      | Paul Meehan                                    | 3:19         |
| 11. | «I'm Gone»                                | Mark Read, Ben Adams                           | Brian Rawling, Paul Meehan                     | 4:19         |
| 12. | «Earth Song»                              | Michael Jackson                                | Ben Robbins                                    | 5:45         |
| 13. | «Do It for Me» (Groove Brothers remix)    | Paul Barry, Lamont Dozier, Kalimber            | Groove Brothers                                | 3:28         |
| 14. | «That's Where I'll Belong» (slow version) | Tim Woodcock, Paul Meehan, Katherine Ellis     | Paul Meehan                                    | 3:32         |
| 15. | «Eye of the Storm» (Hardrum remix)        | Paul Barry, Lamont Dozier, Kalimber            | Ben Robbins                                    | 4:34         |

| №   | Название                                        | Автор(ы)                                        | Продюсер                                       | Длительность |
| --- | ----------------------------------------------- | ----------------------------------------------- | ---------------------------------------------- | ------------ |
| 13. | «Даже если ты уйдёшь»                           | Марианна Безносова, Gordon Pogoda, John Stephan | Ben Robbins                                    | 4:02         |
| 14. | «Даже если ты уйдёшь» (Hardrum remix)           | Марианна Безносова, Gordon Pogoda, John Stephan | Ben Robbins                                    | 6:37         |
| 15. | «Fake» (metro mix)                              | Cliff Masterson, Ben Adams                      | Cliff Masterson, Paul Meehan (продюсер вокала) | 3:33         |
| 16. | «Do It for Me» (Groove Brothers extended remix) | Paul Barry, Lamont Dozier, Kalimber             | Groove Brothers                                | 5:33         |

## Участники записи
В создании и записи альбома приняли участие следующие музыканты:
- Сергей Лазарев — вокал, исполнительный продюсер.
- Ася Калясина — исполнительный продюсер, менеджмент.
- Клифф Мастерсон — клавишные (дорожка 1).
- Бен Адамс — бэк-вокал (дорожка 1).
- Мэтт Формидж — сведение (дорожки 1, 6, 7, 9-11, 13, 14).
- Лука Ленто — аранжировка, сведение (дорожка 2).
- Роберто Терранова — аранжировка, сведение (дорожка 2).
- Алексей Жаркевич — аранжировка (дорожки 3, 15).
- Пол Михан — клавишные, программирование (дорожки 6, 7); сведение (дорожка 11).
- Адам Филлипс — гитара (дорожки 6, 7, 9-11, 14).
- Донован Блэквуд — бэк-вокал (дорожки 6, 7, 11).
- Тим Вудкок — бэк-вокал (дорожки 6, 7, 14).
- Rive Droite Studios — запись, аранжировка, сведение (дорожки 2, 3-5, 8, 12).
- Metrophonic Studios — запись, аранжировка, сведение (дорожки 1, 6, 7, 9-11, 13, 15).